# Carcano Mod. 38
Fucile di Fanteria Mo. 1938 или просто  Carcano Modello 38, (встречается так же Carcano Mod. 91/38) — магазинная винтовка итальянского производства, официально принятая на вооружение в 1938 году. Использовалась в годы Второй мировой войны Королевской армией Италии и её союзниками Третьим рейхом, Албанией, Хорватией, Финляндией и др. 

## История
Как в случае с немецкой винтовкой Mauser 98, на базе которой в 1935 году был создан более удобный укороченный вариант Mauser 98k, итальянские оружейники в середине 30-х начали работу по созданию более удобного варианта винтовки Carcano Mod. 91. Первое техническое новшество — это укороченный ствол. Теперь его длина составляла 563 мм, вместо 780 ранее. Вместо патрона 6,5 × 52 мм Манлихер-Каркано стал использоваться более мощный 7,35 x 51. В остальном винтовка осталась без существенных изменений. В 1940 году 94 500 единиц модели 38 было поставлено Финляндии по программе военной помощи во время Зимней войны. В остальных случаях винтовкой этого типа оснащались итальянские войска и их союзники из числа хорватов, словенцев, албанцев, болгар. Ограниченное количество этих винтовок было поставлено и в Японию в ознакомительных целях. Много винтовок в качестве трофеев попало немцам, после капитуляции Италии в сентябре 1943 года, а также к югославским и греческим партизанам. Для использования в Северной Африке многие образцы этих винтовок были приспособлены под немецкий патрон Mauser 7.92х57. В 1940 году, в связи с затруднениями в производстве патронов 7,35 x 51, производители были вынуждены вернуться к прежнему патрону 6,5 × 52 мм Манлихер-Каркано, винтовка получила обозначение Fucile di Fanteria Mo. 1891/38. На базе винтовок были созданы карабины TS для специальных подразделений. 
После войны винтовки продолжили оставаться на вооружении итальянской армии, карабинеров и полиции.

## Механическая часть
Механическая часть винтовки в сравнении со своим прототипом не претерпела практически никаких изменений. Всё тот же продольно скользящий поворотный затвор. Запирание ствола осуществлялось двумя боевыми упорами в передней части затвора, основание рукоятки затвора служило третьим (предохранительным) упором. Неотъемный коробчатый магазин вмещал шесть патронов в пачке, которая оставалась в магазине до израсходования всех патронов. После того, как из магазина уходил последний патрон, пачка выпадала из него вниз через специальное окно под собственным весом. Все винтовки этого типа, кроме кавалерийских, имели штатное крепление для штык-ножа.

### Страны-эксплуатанты
- Королевство Италия
- Итальянская социальная республика
- нацистская Германия
- Финляндия
- Независимое государство Хорватия
- Провинция Любляна
- Третье Болгарское царство
- Японская империя